# Ривело
Ривело (итал. Rivello) је насеље у Италији у округу Потенца, региону Базиликата.
Према процени из 2011. у насељу је живело 738 становника. Насеље се налази на надморској висини од 416 м.

## Становништво
Према резултатима пописа становништва 2011. у општини је живело 2.843 становника.
| 1936. | 1951. | 1961. | 1971. | 1981. | 1991. | 2001. | 2011. |
| ----- | ----- | ----- | ----- | ----- | ----- | ----- | ----- |
| 4.112 | 3.912 | 3.667 | 3.297 | 3.037 | 3.153 | 3.010 | 2.843 |